# Station Serris-Montévrain - Val d'Europe
Val d'Europe is een station in de Franse gemeente Serris, Chessy en Montévrain. RER A doet dienst via dit station

## Geschiedenis
Het station werd op 10 juni 2001 geopend. Val d'Europe is de naam van een wijk in de stad Marne-la-Vallée waar het station gelegen is. 

## Overstapmogelijkheid
Er is een overstap mogelijk tussen RER en bussen van PEP's, Seine et Marne Express, Pays Créçois en het Parijse nachtnet Noctilien.

## Passagiers
Per dag reizen er zo'n 6 000 passagiers via het station

## Dichtstbijzijnde punten
- Winkelcentrum Val d'Europe
  - La Vallee Outlet Shopping Centre

## Vorig en volgend station
| Richting                   | Vorig station       | Lijn  | Volgend station          | Richting                 |
| -------------------------- | ------------------- | ----- | ------------------------ | ------------------------ |
| Cergy-le-Haut A3 Poissy A5 | Bussy-Saint-Georges | RER A | Marne-la-Vallée - Chessy | Marne-la-Vallée - Chessy |